# RanXerox
RanXerox, ou Ranx, é uma série de banda desenhada de ficção científica feita por Tanino Liberatore e Stefano Tamburini, dois artistas italianos que haviam trabalhado anteriormente em revistas como Cannibale e Frigidaire.
RanXerox é um andróide, construído com peças de uma máquina fotocopiadora. O Rosto de Ranx foi baseado principalmente no de um amigo de infância de Liberatore.
Tanino Liberatore também contribuiu para o álbum de Frank Zappa, "The Man from Utopia"; Zappa, na capa, tem uma forte semelhança com RanXerox.

## Publicação
Rank Xerox foi publicado pela primeira vez em 1978 na terceira edição da revista Cannibale e, mais tarde, como "Ranxerox", na revista Frigidaire (1980). A primeira vez que Ranxerox foi publicado em Inglês foi em julho 1983. O nome foi posteriormente alterado para Ranx devido a ameaças de uma ação judicial pela Xerox, pelo uso do nome.
No Brasil RanXerox foi publicado no primeiro número da revista Animal, pela editora VHD Diffusion, em 1988. e também pela Conrad Editora em 2010.
No início de 2010 foi anunciado o lançamento de Ranx - L'intégrale, publicação em volume único de 192 páginas, parte da coleção Fantastique et Science-Fiction, da editora Glénat.

## Prêmios
- Prêmio Alfred Presse no Festival de Angoulême (1983)